# Liste des ennemis de Batman

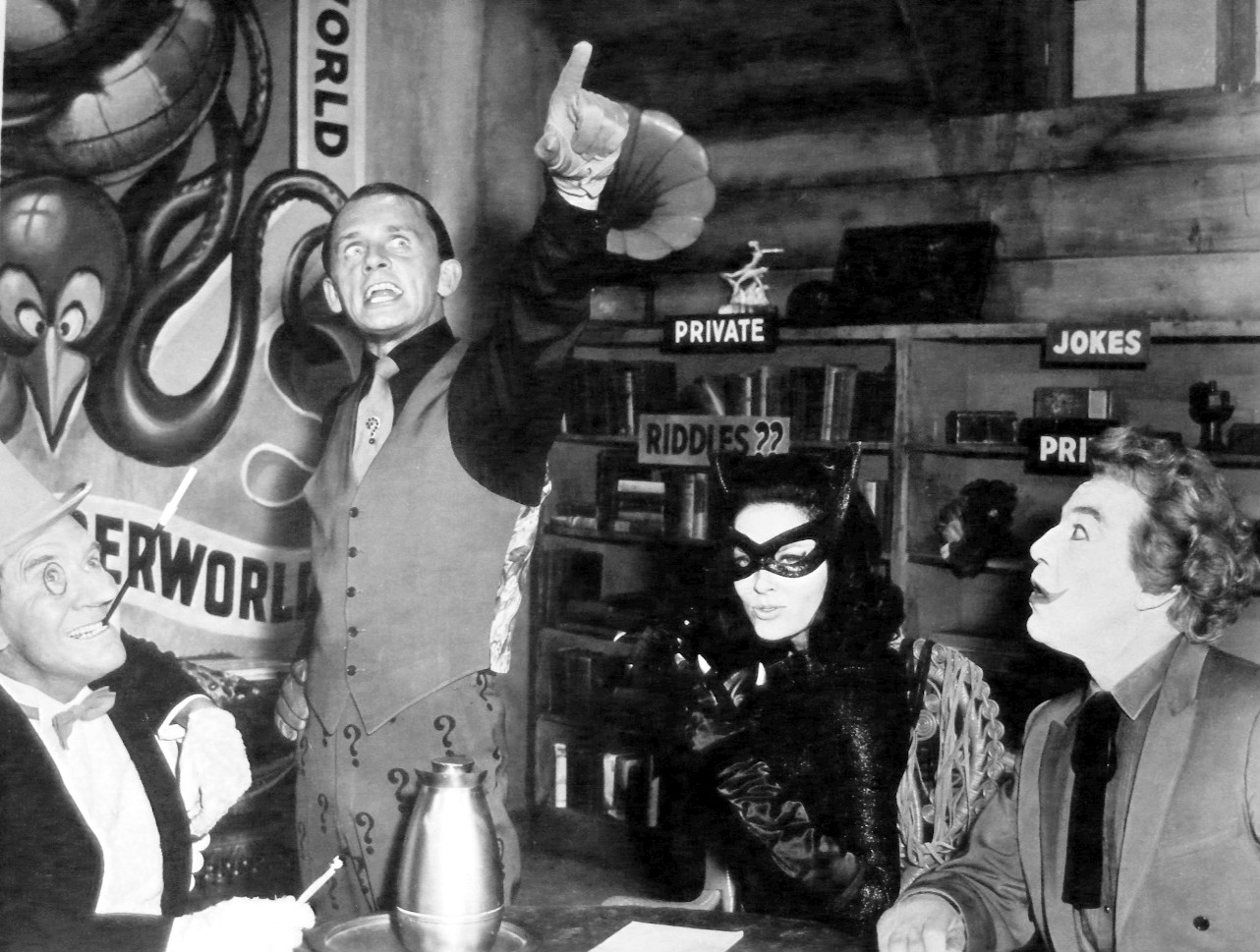
Photo de 1966 d'une réunion des ennemis principaux de Batman. De gauche au droite : Le Pingouin, L'Homme-Mystère, Catwoman et Le Joker

Pléthore de différentes personnalités, toutes plus extrêmes les unes que les autres, les ennemis de Batman, s'opposent à la loi et à l'ordre établi à Gotham City.

## Les ennemis classiques
| Vilain                                | Première apparition                                             | Description |
| ------------------------------------- | --------------------------------------------------------------- | --- |
| Bane                                  | Batman: Vengeance of Bane #1 (janvier 1993)                     | L'immense force de Bane provient d'une drogue appelée Venom. Sa force et son intelligence font de Bane un ennemi redoutable pour Batman, dont il a déjà brisé le dos dans Knightfall. |
| Black Mask                            | Batman #386 (août 1985)                                         | Roman Sionis est un ancien homme d'affaires qui possède une haine contre Bruce Wayne et Batman. Il est le dirigeant de l'organisation criminelle False Face Society et il fut tué par Catwoman. Ensuite, Jeremiah Arkham est devenu le deuxième Black Mask depuis la saga Batman: Battle for the Cowl. |
| Black Mask                            | Shadow of the Bat #1 (juin 1992)                                | Roman Sionis est un ancien homme d'affaires qui possède une haine contre Bruce Wayne et Batman. Il est le dirigeant de l'organisation criminelle False Face Society et il fut tué par Catwoman. Ensuite, Jeremiah Arkham est devenu le deuxième Black Mask depuis la saga Batman: Battle for the Cowl. |
| Blockbuster                           | Detective Comics #345 (novembre 1965)                           | Mark Desmond était un chimiste qui a fait des expériences sur son propre corps et il est devenu une brute très forte. Il fut tué par un acolyte de Darkseid. Son frère aîné, Roland Desmond, est par la suite devenu le second Blockbuster, après avoir fait des expérimentations avec la cocaïne. Il est devenu le chef de la pègre de Blüdhaven. |
| Blockbuster                           | Starman #9 (avril 1989)                                         | Mark Desmond était un chimiste qui a fait des expériences sur son propre corps et il est devenu une brute très forte. Il fut tué par un acolyte de Darkseid. Son frère aîné, Roland Desmond, est par la suite devenu le second Blockbuster, après avoir fait des expérimentations avec la cocaïne. Il est devenu le chef de la pègre de Blüdhaven. |
| Calendar Man                          | Detective Comics #259 (septembre 1958)                          | Criminel sans super-pouvoirs, Calendar Man est obsédé par les calendriers. Ses crimes sont donc tous basés sur une fête, un jour férié ou un changement de saison. |
| Catman                                | Detective Comics #311 (janvier 1963)                            | Thomas Blake est une célébrité qui capturait différents types de félins à travers le monde. Ennuyé par son travail, il entreprend une carrière criminelle avec un costume de chat. |
| Catwoman                              | Batman #1 (printemps 1940)                                      | Selina Kyle est une voleuse de bijou qui aime le luxe, traditionnellement considérée comme une vilaine, elle est aujourd'hui une antihéros qui aide parfois Batman. |
| Chapelier fou (Mad Hatter)            | Batman #49 (octobre/novembre 1948)                              | Jervis Tetch est un criminel obsédé par Les Aventures d'Alice au pays des merveilles. Également attiré par les ondes électromagnétiques, il développa un prototype de transmetteurs de micro-ondes alpha pouvant ainsi contrôler les ondes cérébrales de celui qui s'accolera l'instrument à la tête. |
| Chevalier d'Arkham (Arkham Knight)    | Batman: Arkham Knight (23 juin 2015)                            | Jason Todd, ancien Robin, cherche à se venger de Batman qui, le pensant mort, l'a abandonné aux mains du Joker. Le Chevalier d'Arkham peut être considéré comme une variante de Red Hood (le devenant à la fin du jeu). |
| Joe Chill                             | Detective Comics #33 (Novembre 1939)                            | Joe Chill est le meurtrier des parents de Bruce Wayne, donc le responsable de la création de Batman. Son nom est révélé dans Batman #47 (juin/juillet 1948). |
| Cluemaster                            | Detective Comics #351 (mai 1966)                                | Cluemaster (Arthur Brown) était un animateur de jeux télévisés et par la suite, il est devenu un criminel de carrière. Il est aussi le père de Stéphanie Brown. |
| Double-Face (Two Face)                | Detective Comics #66 (août 1942)                                | Harvey Dent est un ancien procureur de district. Il fut défiguré par de l'acide lors du procès de Salvatore Maroni. Cet accident lui causera un dédoublement de personnalité et Harvey commencera une carrière criminelle sous l'identité de Double-Face. |
| Deadshot                              | Batman #59 (juin/juillet 1950)                                  | Deadshot (Floyd Lawton) est un assassin qui prétend ne jamais manquer sa cible. Il est considéré comme étant le second plus grand assassin de l'Univers DC après Deathstroke. |
| L'Empoisonneuse (Poison Ivy)          | Batman #181 (juin 1966)                                         | Pamela Isley était une étudiante en botanique et en biochimie avancée à l'université. Elle fut le cobaye du Dr. Jason Woodrue, qui l'a rendue folle. Ensuite, elle se lança dans une carrière criminelle à Gotham City. |
| L'Épouvantail (Scarecrow)             | World's Finest Comics #3 (automne 1941)                         | Jonathan Crane était un professeur en psychologie à l'Université de Gotham City, spécialisé dans les phobies. Après des expériences de recherche dangereuses, il fut renvoyé de l'Université et il prit l'identité de l'Épouvantail pour commettre des méfaits. |
| Firefly                               | Detective Comics #184 (juin 1952)                               | À l'origine, Garfield Lynns est un expert en pyrotechnie travaillant pour le cinéma mais, victime d'une grande crise économique à Gotham City, il se tourna vers la criminalité et devint pyromane. |
| Gueule d'argile (Clayface)            | Detective Comics #40 (juin 1940)                                | Basil Karlo est un acteur qui n'accepte pas qu'un film d'horreur dont il est la vedette soit refait au cinéma. Il prend l'identité du tueur du film et il tente de tuer tous les acteurs et l'équipe de réalisation du film. Dans la saga Mud Pack, Karlo reçoit de la visite en prison de Sondra Fuller. Elle lui propose un plan pour tuer Batman. Karlo reçoit des pouvoirs métamorphes pour vaincre Batman. Malgré la défaite du Mud Pack, Karlo garde ses pouvoirs de métamorphe.                                                             |
| Gueule d'argile (Clayface)            | Detective Comics #298 (décembre 1961)                           | Matt Hagen trouve des produits radioactifs dans une cave. Il s’aperçoit qu'il peut se transformer en n'importe quelle forme. Il décide alors de commettre des crimes. |
| Gueule d'argile (Clayface)            | Detective Comics #478 (juillet 1978)                            | Preston Payne est un scientifique de S.T.A.R. Labs. Il souffre alors d'une terrible maladie. Durant ses recherches, il se fait une transfusion de sang avec un échantillon de Matt Hagen. Cette transfusion ne guérit pas sa maladie, mais elle lui donne les pouvoirs d'un métamorphe. Entre autres conséquences de ses nouveaux pouvoirs, les personnes qu'il touche se transforment en boue puis fondent. |
| Gueule d'argile (Clayface)            | Outsiders (vol. 1) #21 (juillet 1987)                           | Sondra Fuller est membre du groupe Strike Force Kobra. Son employeur la transforme en Gueule d'argile. |
| Harley Quinn                          | Batman, la série animée "Chantage à crédit" (11 septembre 1992) | Harleen Quinzel est une psychiatre qui travaille dans l'Asile d'Arkham. En voyant le Joker, elle tombe amoureuse de lui et l'aide à s'évader à plusieurs reprises. Une fois que ces actions sont découvertes, elle décide d'assister plus directement les crimes du Joker en enfilant un costume d'arlequin. |
| L'Homme-Mystère, Sphinx (The Riddler) | Detective Comics #140 (octobre 1948)                            | Edward Nashton, alias Edward Nygma (ou "E. Nygma"), est un cerveau criminel qui a la compulsion de défier Batman en laissant des indices sur ses crimes sous la forme d'énigmes et de jeux de mots. L'intelligence de Nygma rivalise avec celle de Batman. Il porte souvent avec lui une canne à pointe de point d'interrogation, ainsi que de nombreux autres gadgets. |
| Hugo Strange                          | Detective Comics #36 (février 1940)                             | Hugo Strange est un psychiatre qui a déduit que Batman est Bruce Wayne. Il est un maître de la chimie. |
| Joker                                 | Batman #1 (printemps 1940)                                      | Le Joker n'a pas d’identité précise, le comics original ne révélera jamais qui il est vraiment. Dans le film de Tim Burton de 1989 il s'appelle Jack Napier, en hommage à l'acteur Alan Napier qui joua le Majordome Alfred Pennyworth dans la télésérie Batman des années 1960. |
| Killer Croc                           | Detective Comics #523 (Février 1983)                            | Waylon Jones est atteint d'une maladie rare de la peau qui lui donne l'apparence d'un crocodile. Sa maladie, qui affecte également sa psychologie, associée aux moqueries et au rejet de ses camarades, l'a rendu particulièrement violent. Il voulait devenir le chef de la Pègre, mais il fut arrêté par Batman. |
| Killer Moth                           | Batman #63 (février 1951)                                       | Drury Walker, alias Cameron Van Cleer, était un criminel mineur qui a adopté le pseudonyme de Killer Moth. Il est notamment célèbre pour être le premier méchant vaincu par Batgirl. Plus tard, il fait un pacte avec le démon Neron, et devient une monstrueuse créature insecte. |
| Lady Shiva                            | Richard Dragon, Kung Fu Fighter #5 (décembre 1975)              | Lady Shiva est une artiste martiale mortelle et la mère de Cassandra Cain. |
| Man-Bat                               | Detective Comics #400 (juin 1970)                               | Scientifique ayant conduit plusieurs expériences sur le génome humain, il produisit une solution transformant la personne la consommant en une énorme chauve-souris humanoïde. Après avoir été cobaye de sa propre trouvaille, Kirk Langstrom allait terroriser les cieux de Gotham City. |
| Maxie Zeus                            | Detective Comics #483 (mai 1979)                                | Maxie Zeus est un criminel de génie qui a tenté de prendre le contrôle du monde criminel de Gotham City, mais il fut arrêté par Batman et envoyé dans l'Asile d'Arkham. |
| Mr. Freeze                            | Batman #121 (février 1959)                                      | Victor Fries est un savant respectable, expert reconnu en cryonie, lorsque sa femme, Nora Fries, tombe gravement malade. Ne trouvant pas de remède, il la cryogénise afin de la préserver en attendant de pouvoir la soigner. À la suite d'une altercation, Fries a été poussé dans des produits chimiques, ce qui a eu pour conséquence la transformation de son corps. Après cet accident, Victor Fries a perdu la capacité de survivre dans un environnement de température supérieure à 0 °C. Par la suite, il est devenu un ennemi de Batman. |
| Pingouin                              | Detective Comics #58 (décembre 1941)                            | Oswald Cobblepot est l'héritier de la famille Cobblepot mais il a été abandonné par ses parents. Il prit l'identité du Pingouin, vendeur d'armes au marché noir et collectionneur. Il fait partie des ennemis principaux et dangereux de Batman (Double-Face, Bane, Poison Ivy, Mr. Freeze, le Joker, Killer Croc, l'Épouvantail, Harley Quinn, Black Mask, etc.). Il utilise des parapluies-gadgets (des parapluies avec des mitrailleuses, des parapluies qui hypnotisent, des parapluies qui le font voler etc.)                                |
| Prometheus                            | New Year's Evil:Prometheus #1 (février 1998)                    | Prometheus était le fils de deux criminels qui voyageaient à travers les États-Unis avec lui, commettant des meurtres gratuits et des vols, Finalement, ils furent attrapés et la police dut les abattre devant leur fils. Déterminé à détruire les "forces de la justice", Prometheus passa sa vie à s'entraîner pour devenir un puissant criminel, étudiant plusieurs arts martiaux et sciences. |
| Red Hood                              | Detective Comics #168 (février 1951)                            | Red Hood est un personnage créé par des criminels professionnels. Ils engagent des personnes naïves qui portent le masque du Red Hood (un grand casque rouge), une cape rouge et un costume. Le Red Hood passe pour le chef de la bande. Plus tard, Jason Todd prendra l'identité du Red Hood pour se venger de Batman et des criminels de Gotham City. |
| Silence (Hush)                        | Batman #609 (novembre 2002)                                     | Le docteur Thomas Elliot est un brillant chirurgien, qui devient un tueur en série et un ennemi de Batman. |
| Simon Hurt                            | Batman #156 (juin 1963)                                         | Simon Hurt est le chef du Black Glove et du Club of Villain. |
| Solomon Grundy                        | All-American Comics #61 (octobre 1944)                          | Cyrus Gold était un marchand. Il fut assassiné et on l'enterra dans un cimetière où étaient pratiqués de nombreux rituels vaudou, et où il y avait des produits chimiques. À cause de tout cela, Cyrus se transforma en zombie surpuissant. Il se rappelait seulement de la comptine Solomon Grundy. |
| Ventriloque                           | Detective Comics #583 (février 1988)                            | Arnold Wesker est un mafieux de Gotham City utilisant une marionnette de ventriloque nommée Mr. Scarface pour commettre des exécutions. Il est mort dans Detective Comics #818. |
| Ventriloque                           | Detective Comics #827 (mars 2007)                               | Peyton Riley a assuré le rôle de Ventriloque après la mort de Arnold Wesker. |
| Victor Zsasz                          | Batman: Shadow of the Bat #1 (1992)                             | Victor Zsasz est un tueur en série. Il choisit ses proies au hasard, la seule chose lui important étant le nombre de ses victimes. Sa particularité est sa manière de s'entailler la peau à chaque fois qu'il tue quelqu'un. |

### Ligue des Assassins
| Vilain        | Première apparition                     | Description |
| ------------- | --------------------------------------- | --- |
| Ra's al Ghul  | Batman #232 (juin 1971)                 | Ra's al Ghul est un écoterroriste. Il connaît l'identité secrète de Batman. Pour échapper à la mort, il utilise les puits de Lazare. Ceux-ci lui permettent de vivre des centaines d'années. Ra's est le fondateur de la Ligue des Assassins. |
| Talia al Ghul | Detective Comics #411 (mai 1971)        | Talia al Ghul est la fille ainée de Ra's al Ghul et la mère de Damian Wayne. Elle est à la fois une ennemie et une alliée à Batman, selon le contexte de la situation.                                                                        |
| Nyssa Raatko  | Detective Comics #783 (août 2003)       | Nyssa Raatko est la fille cadette de Ra's al Ghul. En tuant son père, elle est devenue temporairement la chef de la Ligue des Assassins. Elle fut tuée par une voiture piégée.                                                                |
| Sensei        | Strange Adventures #215 (décembre 1968) | Il est un maître des arts martiaux et le père de Ra's al Ghul. |
| Ubu           | Batman #232 (juin 1971)                 | Ubu est le serviteur et assassin personnel aux ordres de Ra's al Ghul. Plusieurs personnages ont été nommés Ubu ; un des plus connus fut Bane durant une courte période de temps.                                                             |

## Autres adversaires
| Vilain                                  | Première apparition | Description |
| --------------------------------------- | --- | --- |
| Abattoir                                | Detective Comics #625 (janvier 1991)                                                                                    | Arnold Etchison est un tueur en série, il a tué la majorité des membres de sa famille. Abattoir est tué par Jean Paul Valley (Azrael) lorsqu'il était Batman. Il apparaît dans quatre numéros : Detective Comics #625 (janvier 1991), Batman #505 (mars 1994), Batman: Shadow of the Bat #27 (mai 1994) et Batman #508 (juin 1994) |
| The Absence                             | Batman and Robin #18 (janvier 2011)                                                                                     | Una Nemo est une ancienne petite amie de Bruce Wayne, elle a reçu une balle dans la tête et a survécu. Ensuite, elle cherchera à comprendre pourquoi Bruce n'est jamais venu à son propre enterrement en s'attaquant à Batman Inc.. |
| Anarky                                  | Detective Comics #608 (novembre 1989)                                                                                   | Lonnie Machin est un rebelle qui s'élève contre les injustices politiques. Après la Renaissance, il est remplacé par Sam Young, qui se bat contre le gouvernement pour venger la mort de sa sœur. |
| Amygdala                                | Batman: Shadow of the Bat #3 (août 1992)                                                                                | Aaron Helzinger est un mastodonte puissant au tempérament enfantin. Il se met rapidement en colère et se transforme en monstre meurtrier après que les médecins ont réalisé des expériences sur son cerveau. Il a été arrêté par Batman qui lui appliqua un coup sévère à l'arrière du cou. |
| The Answer                              | Batman Villains Secret Files #1 (octobre 1998)                                                                          | Mike Patten est un ingénieur à Gotham City qui croit qu'une civilisation a disparu il y a 15 000 ans par un tremblement de terre massif. Lors des évênements du Cataclysme, sa femme et sa fille sont mortes, ce qui mène Mike à croire que la fin de l'humanité est venue. Il est devenu le criminel costumé, The Answer, en prouvant sa théorie au travers des meurtres et des vols. |
| Bad Samaritan                           | Outsiders #3 (janvier 1986)                                                                                             | Bad Samaritan est un agent hautement qualifié de l'URSS qui est devenu un entrepreneur indépendant dans l'espionnage, le terrorisme et l'assassinat travaillant pour pratiquement tous les grands gouvernements. |
| Bag O'Bones                             | Batman #195 (septembre 1967)                                                                                            | La radioactivité transforme Ned Creegan en une "photo aux rayons X vivante" d'apparence squelettique qui se fait appeler Bag O'Bones et combat Batman et Robin. Creegan revient plus tard en tant que Cyclotronic Man, combattant Black Lightning et Superman. Plus tard encore, il adopte le nom de One Man Meltdown et combat les Outsiders. Après avoir reçu le traitement médical dont il a besoin, Creegan retourne en prison, se contentant de faire sa peine en prison puis de se réformer. |
| Batzarro                                | World's Finest Comics #156 (mars 1966)                                                                                  | Une version Bizarro de Batman |
| Benedict Asp                            | Batman #486 (November 1992)                                                                                             | Benedict Asp est le frère de Shondra Kinsolve, la physiothérapeute qualifiée qui rencontre Bruce Wayne lorsqu'il fait face à l'épuisement et l'aide à s'occuper de lui après qu'il a été blessé par Bane. Benedict la kidnappe et transforme ses capacités à des fins diaboliques. Benedict révèle les pouvoirs de guérison de Shondra et, avec ses propres capacités psychiques, l'utilise pour tuer par télékinésie un village entier. Bruce bat finalement Benedict, mais les événements traumatisent Shondra. |
| Black Spider                            | Detective Comics #463 (septembre 1976)                                                                                  | Black Spider est un membre classique du Suicide Squad, il a eu trois incarnations : Eric Needham, John La Monica et Derrick Coe. |
| The Blue Bat                            | Batman #127 (octobre 1959)                                                                                              | Dans un univers alternatif, le Blue Bat est un criminel qui porte un costume de Batman. |
| The Bouncer                             | Detective Comics #347 (janvier 1966)                                                                                    | |
| Bronze Tiger                            | Richard Dragon, Kung Fu Fighter #1 (avril/mai 1975)                                                                     | Benjamin Turner est un maître des arts martiaux qui étudie en même temps que Richard Dragon. Il fut kidnappé par la Ligues des Assassins qui le contrôlèrent mentalement. Aussi, il est considéré comme un ennemi de Green Arrow. |
| "Brains" Beldon                         | Detective Comics #301 (mars 1962)                                                                                       | Un génie criminel qui réussit à voler 20 millions de dollars avant d'être arrêté par Batman. Il est le père de Disruptor, un ennemi des Teen Titans. |
| Brutale                                 | Nightwing #22 (juillet 1998)                                                                                            | De son vrai nom Guillermo Barrera, c'est un tueur qui utilise plusieurs dizaines de couteaux. |
| David Cain                              | Batman #567 (juillet 1999)                                                                                              | David Cain est un tueur à gage, il est le père de Batgirl/Cassandra Cain. Il a élevé sa fille dans le but d'en faire une arme ultime dans l'assassinat et dans les arts martiaux. Cassandra se retournera contre son père durant la Crise de No Man's Land et elle deviendra Batgirl. Il a été un des instructeurs de Batman durant l'apprentissage martial de ce dernier. |
| La Calculette                           | Detective Comics #463 (septembre 1976)                                                                                  | Noah Kuttler est un informateur très intelligent travaillant pour les super-vilains. |
| Captain Stingaree                       | Detective Comics #460 (juin 1976)                                                                                       | Karl Courtney est un criminel qui commet des crimes en utilisant des motifs de pirates. |
| Cavalier                                | Detective Comics #81 (novembre 1943)                                                                                    | Mortimer Drake est un épéiste qui s'exprime dans l'anglais de Shakespeare. Il s'habille en mousquetaire. |
| Cavalier                                | Batman: Legends of the Dark Knight #32 (juin 1992)                                                                      | |
| Charlatan / Double-Face II              | Batman #68 (1943) | Avant la Crise, Paul Sloan était un acteur qui jouait le rôle de Double-Face au cinéma. Lors du tournage, il fut défiguré par de l'acide et il décida alors de commencer une carrière criminelle. Dans la version moderne, Paul Sloan est un acteur qui interprète Double-Face pour différents criminels de Gotham lorsque ce dernier refuse de participer à leur plan machiavélique. Le véritable Double-Face découvre la supercherie et défigure Paul. Il deviendra Charlatan et s'attaquera aux ennemis de Batman pour attirer l'attention sur lui. |
| Charlatan / Mad Hatter II               | Detective Comics 230 (avril 1956)                                                                                       | |
| La Clé                                  | All Star Comics #57 (février 1951)                                                                                      | La Clé originale était à la tête d'un syndicat du crime majeur et a utilisé divers agents à travers le monde dans ses méfaits. Il a vraisemblablement péri après avoir sauté d'un téléphérique se déplaçant au-dessus d'une vallée. |
| La Clé                                  | Justice League of America #41 (décembre 1965)                                                                           | La deuxième personne à s'appeler La Clé (vrai nom inconnu) était à l'origine un chimiste d'Intergang. Il a développé des "psycho-chimiques" qui ont aidé à activer ses sens et lui ont permis de planifier des crimes que de simples humains ne pourraient jamais espérer comprendre. Étant un ennemi de la Justice League dans son ensemble, Batman était son principal ennemi. Lors de l'une de ses rencontres les plus célèbres avec le Chevalier noir, il a tenté de provoquer Batman pour qu'il l'assassine afin qu'il puisse échapper à la vie elle-même, mais le plan s'est avéré infructueux. |
| Colonel Sulphur                         | Batman #241 (mai 1972)                                                                                                  | |
| Condiment King                          | Batman, la série animée saison 2 épisode 18 Crise de rire ou Fête-moi rire. Dans les comics Batgirl: Year One #8 (2003) | Condiment King (le Prince du Condiment en VF) est un super-vilain qui utilise un pistolet projetant du ketchup et un autre projetant de la mayonnaise. |
| Copperhead                              | The Brave and the Bold #78 (juin 1968)                                                                                  | Copperhead (le Crotale en VF) est un super-vilain déguisé en serpent. Après la Renaissance, il travaille pour la Société secrète des Super-villains avant d'être abattu par Deathstroke. |
| Cornelius Stirk                         | Detective Comics #592 (novembre 1988)                                                                                   | Un tueur en série cannibale et totalement fou. |
| Crazy Quilt                             | Boy Commandos #15 (mai/juin 1946)                                                                                       | Paul Dekker est un peintre raté qui s'est reconverti dans le crime. Après la Renaissance il fabrique un gaz toxique pour le compte du Joker. |
| Crazy Quilt                             | Villains United #2 (août 2005)                                                                                          | Une version féminine du Crazy Quilt original dont la véritable identité est inconnue. |
| Corrosive Man                           | Detective Comics #587 (juin 1988)                                                                                       | Le Corrosive Man est un super-vilain radioactif. |
| Crime Doctor                            | Detective Comics #77 (juillet 1943)                                                                                     | Matthew Thorne était un médecin clandestin pour super-vilains. Après sa mort, son fils Bradford Thorne a pris le relais de son travail, mais il finit lui aussi par mourir. |
| Crimesmith                              | Batman #443 (janvier 1990)                                                                                              | |
| Crimson Knight                          | Detective Comics #271 (septembre 1959)                                                                                  | Dick Lyons est un super-vilain déguisé en chevalier. |
| Deacon Blackfire                        | Batman: The Cult #1 (août 1988)                                                                                         | Deacon Blackfire est un fanatique religieux qui recrute des hommes de main parmi les sans-abris. Blackfire débute une guerre contre le crime qui va escalader jusqu'à ce qu'il prenne le contrôle de la ville entière et isole la ville de Gotham du reste du pays. Il est tué à la fin de la mini-série. |
| Doctor Death (Docteur la Mort)          | Detective Comics #29 (juillet 1939)                                                                                     | Le premier ennemi récurrent de Batman apparu pour la première fois dans la deuxième aventure du Chevalier noir. Son vrai nom est le Dr.Karl Hellfern et il apparaît généralement comme un savant fou gravement défiguré qui cherche à se venger. |
| Docteur Double X                        | Detective Comics #261 (novembre 1958)                                                                                   | |
| Docteur Phosphorus                      | Detective Comics #469 (mai 1977)                                                                                        | Alexander Sartorius est un criminel avec des pouvoirs radioactifs. |
| Docteur Moon                            | Batman #240 (mars 1972)                                                                                                 | Le Docteur Moon est un expert en génétique et en torture. Il a travaillé pour le Joker et Suicide Squad. |
| Docteur Tzin-Tzin                       | Detective Comics #354 (août 1966)                                                                                       | Docteur Tzin-Tzin est un vilain inspiré de Fu Manchu. Il a combattu plusieurs fois Batman. |
| Deathstroke                             | New Teen Titans #2 (décembre 1980)                                                                                      | Il est généralement décrit comme étant l'un des assassins les plus meurtriers et les plus chers de l'univers DC et est un ennemi de premier plan de plusieurs équipes de super-héros, notamment les Teen Titans, les Titans et la Justice League. Il est également un adversaire de premier plan pour des héros individuels tels que Dick Grayson (comme Robin et plus tard Nightwing), qui a parfois été décrit comme son ennemi juré, Batman et Green Arrow. Deathstroke est également le père de Jericho, de deux itérations de Ravager (Grant et Rose Wilson) et de Respawn. Assassin de premier plan, Deathstroke entre souvent en conflit avec les membres de la communauté des super-héros et sa famille, cette dernière avec laquelle il a du mal à se connecter. |
| Dollmaker (Le Taxidermiste en français) | Detective Comics #2 vol. 2 (octobre 2011)                                                                               | Barton Mathis est un tueur en série qui s'est fabriqué un masque avec la peau du visage de ses victimes. Il est célèbre pour avoir, dans le comics Batman (après Flashpoint, dans la série des New 52) de Scott Snyder, enlevé le visage du Joker. Il apparaît dans la saison 2 de la série Arrow. |
| Électrocuteur                           | Batman #331 (janvier 1981)                                                                                              | Lester Buchinsky est un mercenaire qui avait commencé en tant que héros. Après sa mort deux autres vilains ont repris son rôle. Il apparaît dans Batman : Arkham Origins. |
| Famille Falcone                         | Batman #404 (1987) | Famille criminelle dirigée par Carmine Falcone. La famille sera décimée par le tueur Holiday et Double-Face. Sa fille Sofia Falcone s'opposera également à Batman. |
| False-Face                              | Batman #113 (février 1958)                                                                                              | False Face est un nom utilisé par un certain nombre de super-vilains différents dans l'univers DC. Le concept et le premier personnage, créés par Mort Weisinger et Creig Flessel, sont apparus pour la première fois dans Leading Comics #2 (printemps 1942) sous le nom de "Falseface". Le nom a ensuite été ajusté en "False Face" reflétant les personnages mineurs introduits par Fawcett Comics et Timely Comics. Des variations du personnage ont été introduites dans Batman # 113 (février 1958) et Birds of Prey # 112 (janvier 2008). Dans tous les cas, le personnage n'est identifié que comme "False-Face" ou par un alias lorsqu'il est déguisé. |
| Film Freak                              | Batman #395 (mai 1986)                                                                                                  | Un super-vilain obsédé par le cinéma, il est tué par le Chapelier Fou durant Knightfall. |
| Firebug                                 | Batman #318 (décembre 1979)                                                                                             | Jay Fowler Huskey est un pyromane dont le costume ressemble à celui de Firefly. |
| Flamingo                                | Batman #666 (juillet 2007)                                                                                              | À la suite des interventions meurtrières de Jason Todd, le baron de la drogue El Penitente envoie Flamingo à Gotham City pour tuer Jason. Flamingo est un psychopathe, il est réputé pour manger des visages humains et n'avoir aucune émotion humaine. Il sera arrêté par Batman, Robin et Jason Todd. Flamingo est un ennemi de Damian Wayne dans un futur alternatif. |
| Gearhead                                | Detective Comics #712 (août 1997)                                                                                       | |
| Le Général                              | Detective Comics #654 (décembre 1992)                                                                                   | |
| L'Ogre                                  | Batman #535 (octobre 1996)                                                                                              | Un humain génétiquement modifié pour que sa force dépasse son intelligence. |
| Gorilla Boss                            | Arkham Asylum : Living Hell (2003)                                                                                      | Un mafieux avec un masque de gorille. |
| Great White Shark                       | Batman #75 (février/mars 1953)                                                                                          | Warren White était un ancien homme d'affaires condamné pour fraude, Great White Shark est un homme grand à la peau jaune très pâle, presque blanche. Son visage en forme d'ovale, son nez réduit à deux fentes, sa bouche sans lèvres, ses dents pointues, et les cicatrices laissées par Killer Croc sur son cou lui donnent un air de squale qui lui vaut en partie son surnom. |
| Humpty Dumpty                           | Arkham Asylum: Living Hell #2 (août 2003)                                                                               | Humpty Dumpty est un homme imposant avec une tête en forme d'œuf qui lui vaut son nom. Il parle en rimes et a le désir compulsif de réparer ce qu'il considère cassé. Ses crimes consistent à démonter et réassembler des éléments dont le bri le dérange. Ses seules connaissances provenant de livres empruntés à la bibliothèque, les appareils qu'il modifie provoquent souvent des accidents. Élevé par une grand-mère maltraitante, il emprunta un livre d'anatomie, disséqua la vieille dame et la recousit avec un lacet de chaussure, dans l'idée de la "réparer". Ce crime en particulier lui vaut d'être interné à l'asile d'Arkham. |
| James Gordon Jr                         | Batman #407 (mai 1987)                                                                                                  | James Gordon Jr est le fils du commissaire James Gordon et le frère de Barbara Gordon. Il est un tueur en série. |
| Jane Doe                                | Arkham Asylum: Living Hell #1 (juillet 2003)                                                                            | Jane Doe est une femme qui a perdu son visage et la peau de son corps qui tente de s'échapper deux fois de l'asile d'Arkham en essayant de prendre l'identité de Warren White. Ses deux tentatives ont échoué, grâce à l'intervention de Batman. C'est une femme qui prend l'identité de ses victimes après avoir étudié leur personnalité et leur comportement. Après s'être approprié sa victime, elle la tue et assume l'identité de celle-ci en se déguisant avec la peau de la victime. Elle prend donc l'identité de la victime et elle assure la continuité de la vie personnelle de sa victime, jusqu'au moment où elle s'intéresse à une autre proie. |
| The Human Key                           | Detective Comics #132 (février 1948)                                                                                    | |
| The Humain Magnet                       | Detective Comics #181 (mars 1952)                                                                                       | |
| KGBeast                                 | Batman #417 (mars 1988)                                                                                                 | Anatoli Knyazev (russe : Анато́лий Кня́зев, Anatoliy Knyazev), nom de code "La Bête", et connu de la C.I.A. alors que le "KGBeast" est formé comme assassin par "The Hammer", une cellule top secrète du KGB. En plus d'être le maître de plusieurs arts martiaux, sa force est cybernétiquement améliorée et il maîtrise également l'utilisation de toutes les armes mortelles connues. Au moment de sa première apparition, il aurait tué au moins 200 personnes. KGBeast fait une brève apparition dans Batman: Assault on Arkham, interprété par Nolan North. Il est recruté dans la Suicide Squad d'Amanda Waller, mais pense qu'elle bluffe lorsqu'elle dit qu'elle a implanté des bombes dans le cou des recrues pour les maintenir en ligne. Lorsqu'il tente de partir, Waller fait exploser la bombe du KGBeast, le tuant en guise d'avertissement aux membres restants de l'équipe. Anatoly Knyazev apparaît aussi dans Batman v Superman : Dawn of Justice, interprété par Callan Mulvey. Cette version est un mercenaire, terroriste et trafiquant d'armes qui travaille secrètement pour Lex Luthor. Tout en faisant des affaires avec des terroristes africains, Knyazev les trahit et tue ses hommes avant l'arrivée de Superman, bien que Knyazev s'échappe. Tout en livrant de la kryptonite à Luthor, Batman poursuit Knyazev, mais Superman arrête le Chevalier Noir, permettant à Knyazev de terminer son travail. Sur les ordres de Luthor, Knyazev kidnappe Martha Kent et Lois Lane, mais Batman sauve la première et Superman la seconde. |
| Kite Man                                | Batman #133 (août 1960)                                                                                                 | Un ennemi de Batman & Robin ainsi que de Hawkman et Hawkgirl. Il utilise des cerfs-volants pour ses crimes. Son vrai nom est Charles Brown. |
| Lock-Up                                 | Batman, la série animée saison 2 épisode 17 Double Tour Dans les comics : Robin (vol. 2) #24 (janvier 1996)             | Lyle Bolton est un spécialiste dans les systèmes d'incarcération et de la haute sécurité. Il fut renvoyé de l'académie de la police et de différents travaux liés à la sécurité à cause de ses moyens peu orthodoxes. |
| Magpie                                  | Batman #401 (novembre 1986)                                                                                             | Margaret Sorrow est une folle qui pense que batman est amoureuse de lui. Elle a les cheveux blancs et un costume d'oiseau, elle manie les arts martiaux. |
| Salvatore Maroni                        | Detective Comics #66 (août 1942)                                                                                        | Salvatore Maroni est le criminel responsable de la création de Double-Face. Lors de son procès, il a aspergé d'un puissant acide le visage de Harvey Dent. Avant l'arrivée de Batman et l'émergence des "super-vilains", lui et la famille Falcone se disputait une guerre sans merci à Gotham. |
| Minuit                                  | | Tueur en série arrachant le cœur de ses victimes. |
| Mirror Man                              | Detective Comics #213 (novembre 1954)                                                                                   | |
| The Monk                                | Detective Comics #31 (septembre 1939)                                                                                   | Monk est un des tout premiers ennemis de Batman, c'est un vampire. |
| Narcosis                                | Batman: Shadow of the Bat #50 (mai 1996)                                                                                | |
| Nobody                                  | Batman and Robin #1 vol. 2 (septembre 2011)                                                                             | Morgan Ducard est un assassin et le fils d'Henri Ducard. Il cherche à détruire Batman Inc. Il considère qu'il est mieux de tuer les vilains que de les arrêter. |
| Nocturna                                | Detective Comics #529 (août 1983)                                                                                       | Une voleuse atteinte d'une maladie de peau qui l'empêche de s'exposer aux rayons du soleil. |
| Orca                                    | Batman #579 (juillet 2000)                                                                                              | Le docteur Grace Balin est une femme généreuse qui pour marcher de nouveau après un terrible accident s'injecta de l'A.D.N. d'une orque et elle devint une orque humanoide et commence une carrière de criminel sous le nom d'Orca |
| Owlman                                  | Justice League of America #29 (août 1964)                                                                               | Owlman est le Batman de la Terre III, un monde parallèle ou super-héros de la Terre-1 sont des super-vilains. Son nom est Thomas Wayne Jr., et il tua ses parents et son frère Bruce avec l'aide d'Alfred. Il fera partie de la Société du Crime, où il contestera souvent les ordres de Ultraman, le leader, et aura une relation sulfureuse avec Super Woman, qui est pourtant la femme du double maléfique de Superman. |
| Penny Plunderer                         | World's Finest Comics #30 (septembre/octobre 1947)                                                                      | |
| The Phanthom of the Library             | Detective Comics #106 (décembre 1945)                                                                                   | |
| Polka-Dot Man                           | Detective Comics #300 (février 1962)                                                                                    | |
| Professeur Milo                         | Detective Comics #247 (septembre 1957)                                                                                  | Achilles Milo est un scientifique qui utilise des produits chimiques pour combattre Batman. Il est actuellement professeur à l'Académie de Gotham. |
| Professeur Pyg                          | Batman #666 (juillet 2007)                                                                                              | Lazlo Valentine est le leader du Cirque de l'étrange composé entre autres de Siam, Big Top ou Phosphorous Rex. Il essayera de se constituer une armée avec des personnes qu'il a drogués, les Dollotrons. Il est principalement connu pour avoir été le premier adversaire que Batman et Robin combattirent ensemble. |
| Ratcatcher                              | Detective Comics #585 (avril 1988)                                                                                      | Otis Flannegan était un dératiseur à Gotham City qui a sombré dans la vie criminelle après avoir été renvoyé par la mairie. Il possède la capacité de communiquer et de former avec des rats. Il a utilisé ses "sbires" à plusieurs reprises pour attaquer Gotham, lors de ses incarcérations à Blackgate, Flannegan avait la possibilité de faire importer et exporter des objets à l'aide de ses amis rongeurs. |
| Rhino                                   | Detective Comics #583 (février 1988)                                                                                    | Frederick Rhino est un homme de main du premier Ventriloque. |
| Robber Baron                            | Detective Comics #75 (mai 1943)                                                                                         | |
| Signalman                               | Batman #112 (décembre 1957)                                                                                             | Le Signalman est un super-vilain spécialisé dans le piratage des appareils de communication. |
| Spellbinder                             | | Le Spellbinder est un hypnotiseur. |
| The Spook                               | Detective Comics #434 (avril 1973)                                                                                      | Val Kabilan est un vilain qui utilise des gadjets unique pour ressembler à un fantôme lorsqu'il commet des crimes. |
| Tally Man                               | Batman: Shadow of the Bat #19 (octobre 1993)                                                                            | Tally Man est un tueur en série. Il a fait une soixantaine de victimes. Il est aussi engagé comme mercenaire. Un second Tally Man est apparu dans Detective Comics #819 en juillet 2006, qui travaille pour le Great White Shark. |
| Talon (Ergot en français)               | Batman #2 vol. 2 (octobre 2011)                                                                                         | Les talons sont des assassins travaillant pour la Cour des Hiboux. L'un d'entre eux, Calvin Rose s'est échappé et est devenu un super-héros. Le talon le plus connu est le redoutable tueur William Cobb. On retrouve aussi Alton Carver, Henri Ballart ou Alexander Staunton. |
| Ten-Eyed Man                            | Batman #226 (novembre 1970)                                                                                             | |
| Terrible Trio                           | Detective Comics #253 (mars 1958)                                                                                       | Warren Lawford, Gunther Hardwicke et Armand Lydecker sont trois inventeurs qui se cherchent de nouveaux défis et décident donc de commencer une carrière criminelle. Ils revêtent des masques d'animaux avec un costume-cravate, et prennent l'identité correspondant à leur masque : Renard, Requin et Vautour. |
| Tiger Shark                             | Detective Comics #147 (mai 1949)                                                                                        | Tiger Shark (le Requin Tigre en VF) est un tueur travaillant pour le calmar. |
| Tweedle Dum et Tweedle Dee              | Detective Comics #74 (avril 1943)                                                                                       | Deux jumeaux criminels à l'apparence difforme. Leurs vrai noms sont Deever (Twedledee) et Dumfree (Twedledum) Tweed. Twedledum est mort dans le Detective Comics #841. |
| The Underworld Surgeon                  | Detective Comics #131 (janvier 1948)                                                                                    | |
| The White Rabbit                        | Batman: The Dark Knight #1 (septembre 2011)                                                                             | |
| Wrath                                   | Batman Special #1 (1984)                                                                                                | Il représente la face opposée de Batman en s'attaquant aux policiers de Gotham. Il porte un costume semblable à celui de Batman. Wrath est l'amant de Grayle Hudson, la fille de Jack Hudson, l'un des parrains de Gotham, qui fut tué par des policiers ripoux. Pour venger sa mort, Grayle fit appel à Wrath. Ce dernier souhaite la mort du commissaire Gordon à l'origine de la mort de ses parents qui furent tués le même soir que les parents de Bruce Wayne. |
| Zebra-Man                               | Detective Comics #275 (janvier 1960)                                                                                    | Le Zebra-Man est un alter ego maléfique de Batman dont le costume est composé de rayures noir et blanches, comme celles d'un zèbre. |
| Tony Zucco                              | Detective Comics #38 (avril 1940)                                                                                       | Tony Zucco est le criminel qui est responsable de la mort des parents de Dick Grayson. |
| Lady Arkham                             | Batman: A Telltale Games Series (2016)                                                                                  | Lady Arkham est la leader des Enfants d'Arkham, un groupe visant à la destruction des Wayne. Lady Arkham est l'alter ego de Vicky Vale, qui est en réalité Victoria Arkham fille des fondateurs de l'institut psychiatrique d'Arkham. Elle est adoptée par les Vale qui la maltraitent. Elle voue une haine farouche aux Wayne, puisque Thomas Wayne est responsable de la mort de ses parents biologiques. Elle développe une toxine accentuant la violence et s'en prend à Bruce Wayne avec l'aide du Pingouin. |

## Policiers et politiciens corrompus
| Vilain                        | Première apparition                  | Description |
| ----------------------------- | ------------------------------------ | --- |
| Harvey Bullock                | Detective Comics #441 (juin 1974)    | Harvey Bullock est chargé par le maire Hill d'infiltrer l'équipe du commissaire Gordon et de saborder discrètement toutes ses opérations. Mais Bullock est pris d'un accès de conscience lorsqu'il provoqua involontairement une crise cardiaque à Gordon. Il devint alors son bras droit. Il n'apprécie pas beaucoup les méthodes de Batman même s'ils peuvent compter l'un sur l'autre. |
| Daniel Danforth Dickerson III | Detective Comics #743 (avril 2000)   | Daniel Danforth est un maire corrompu de la ville de Gotham. Il est assassiné par le Joker dans Gotham Central #12 (décembre 2003). |
| Détective Arnold Flass        | Batman #404 (février 1987)           | Arnold John Flass est un ex-béret vert et le coéquipier de James Gordon. L'honnêteté de ce dernier va créer des tensions entre les deux policiers, car le détective Flass est un homme corrompu - il accepte les pot-de-vin des trafiquants de drogue. Il sera inculpé par James Gordon et Harvey Dent. Toutefois, il avoue les liens entre le commissaire Loeb et la Famille Falcone, ce qui lui permet d'éviter la prison. Radié des forces de police, il devient un videur de club privé et il est tué par le Hangman dans Amère Victoire (Dark Victory). |
| Commissioner Grogan           | Batman #407 (mai 1987)               | Grogan est le successeur du commissaire Loeb. Il est décrit par Jim Gordon comme étant plus corrompu encore que son prédécesseur. |
| Maire Hamilton Hill           | Detective Comics #511 (février 1982) | Hamilton Hill est un politicien corrompu qui est devenu maire de Gotham City grâce à Rupert Thorne. En échange, il s'oppose à Batman et il congédie le Commissaire Gordon. |
| Maire Armand Krol             | Detective Comics #647 (août 1992)    | Un maire incompétent qui déteste les méthodes du Commissaire Gordon. Il destitue James Gordon de son poste et le remplace par sa femme Sarah Essen Gordon. Durant son règne, la ville tombe dans l'anarchie à cause du virus Clench utilisé par Ra's al Ghul. Il devient lui-même une victime du virus. |
| Commissaire Gillian Loeb      | Batman #404 (février 1987)           | Gillian Loeb est le commissaire de police de Gotham City, corrompu et influencé par le gangster Carmine Falcone. Il est tué par le Hangman dans Amère Victoire (Dark Victory). Il est le commissaire de la police de Gotham City dans la série Gotham jusqu'à ce que Gordon se serve du Pengouin pour le faire démissionner. |
| Président Lex Luthor          | Action Comics #23 (avril 1940)       | Lex Luthor est principalement un ennemi de Superman. Lors de la crise de No Man's Land, Lex Luthor essaie de s'approprier illégalement les propriétés de Gotham City. Son plan échoue grâce à Bruce Wayne et Lucius Fox. Lorsque Luthor devient le Président des États-Unis, il conçoit un plan pour que Bruce Wayne soit accusé de meurtre. Il finit par perdre son poste présidentiel après avoir été exposé comme étant un criminel par Batman et Superman.                                                                                               |
| Commissaire Peter Pauling     | Batman #341 (novembre 1981)          | Un commissaire inefficace placé par le Maire Hill pour protéger les opérations de Rupert Thorne. |
| Rupert Thorne                 | Detective Comics #469 (mai 1977)     | Rupert Thorne est un politicien corrompu de Gotham City. Il essaie de prendre le contrôle de Gotham City en devenant maire, son plan échoue. Par la suite, Rupert Thorne réussit à faire élire Hamilton Hill à la mairie. Il utilise Hill pour sa croisade contre Batman. Finalement, il est arrêté par Batman. |

## Ennemis dans les films et les séries télévisées
| Vilain                   | Première apparition                                                             | Description |
| ------------------------ | ------------------------------------------------------------------------------- | --- |
| Baby Doll                | Batman, la série animée, saison 3, épisode 20, Baby-Doll                        | Mary Louise Dahl est une ancienne actrice principale d'une émission qui est une comédie au sujet d'un bébé dont la phrase favorite est : « J'ai pas fait exprès », Mary Dahl est en réalité une femme dans la trentaine qui souffre d'une maladie qui l'empêche de grandir (possible Nanisme). Cette maladie la mène à la folie criminelle à la suite des multiples échecs de sa carrière d'actrice. Dix ans après la fin de la série télé dont elle était la vedette, Baby Doll captura toutes ses ex-covedettes afin de revivre à petite échelle ce qu'elle avait vécu. Mais son plan échoua grâce à l'intervention de Batman. Quelques années plus tard, Baby Doll a fait équipe avec Killer Croc. Mais celui-ci a été trahi par Baby Doll quand elle a découvert que Killer Croc ne l'aimait pas réellement. Elle n'existe pas dans le comics. |
| Fermier Brown et Amy Lou | The New Batman Adventures                                                       | Un scientifique qui est licencié avec sa fille surhumaine au sujet de l'incident avec une de ces créatures et il cherche à se venger en utilisant ces créations en demandant une rançon. Il sera vaincu par Batman et ses alliés. Ils n'existent pas dans le comics. |
| Crâne d’œuf (Egghead)    | Batman (série télévisée) Un crâne d'œuf et des ratons laveurs (19 octobre 1966) | Crâne d’œuf est interprété par Vincent Price, il croyait être le criminel le plus intelligent. Ses crimes étaient liés avec les œufs. Il n'existe pas dans le comics. |
| Roland Daggett           | Batman, la série animée                                                         | Roland Daggett est un homme d'affaires sans scrupules, président de Daggett Industries, une compagnie concurrente de Wayne Enterprises.Il n'existe pas dans le comics. |
| False-Face               | Batman (série télévisée, 1966)                                                  | Un criminel joué par Malachi Throne. Un personnage du même type apparait dans Batman #113. |
| Le Fantôme Masqué        | Batman contre le fantôme masqué                                                 | Andrea Beaumont est l'ancienne petite amie de Bruce Wayne. Elle utilise l'identité du Fantôme Masqué pour se venger contre les membres de la pègre de Gotham City. Elle est dans un seul comics. Le personnage est inspiré de celui du Faucheur dans Batman Year Two. |
| Bob the Goon             | Batman                                                                          | Bob the Goon est interprété par Tracey Walter. Dans le film, il est employé par le Joker et il est tué par ce dernier. Il n'existe pas dans le comics. |
| Calendar Girl            | The New Batman Adventures                                                       | Elle est un mannequin qui voulait se venger du milieu de la mode qui, selon elle a défiguré son visage. Calendar Girl est interprétée par Sela Ward. Le personnage est inspiré de Calendar Man qui provient des comics. |
| Griffe rouge             | Batman, la série animée                                                         | Elle est une criminelle qui a confronté Catwoman et Batman. Plus tard, elle sera à Londres pour prendre en otage Alfred et son ami pour prendre possession d'un missile, elle sera vaincue par Batman. Griffe rouge apparaît dans un seul comics. |
| Carl Grissom             | Batman                                                                          | Carl Grissom est interprété par Jack Palance. Dans le film, il est le chef de la Pègre et il est tué par le Joker. Il n'existe pas dans le comics mais emprunte beaucoup de traits à Carmine Falcone. |
| HARDAC                   | Batman, la série animée saison 1, épisode 38 Cœur d’acier                       | Il est un ordinateur artificiel qui domine les humains en créant et en contrôlant les doubles androïdes, afin d'usurper et capturer les innocents. Il sera autodétruit en laissant un double de Batman. Il n'existe pas dans le comics. |
| Le Juge                  | Batman, la série animée saison 3, épisode 22 Le Jour du jugement                | Le Juge est une troisième personnalité de Double-Face. Cette personnalité n'a pas conscience de sa véritable identité, elle cherche à juger les criminels en essayant de les assassiner. |
| King Tut                 | Batman (série télévisée, 1966)                                                  | Un pharaon joué par Victor Buono. Son identité véritable de la série télé, le professeur William Omaha McElroy n'existe pas dans les comics. Cependant, un King Tut se nommant en réalité Victor Goodman apparait dans Batman Confidential #26 pour une courte story arc. |
| Kyodai Ken               | Batman, la série animée                                                         | Il est un ninja qui s'est entraîné avec Bruce Wayne, avant que ce dernier devienne Batman. Plus tard, il cherche à détruire Bruce Wayne, Kyodai disparaît à proximité d'un volcan en éruption. Il n'existe pas dans le comics. |
| Gil Mason                | Batman, la série animée                                                         | Il est un flic corrompu qui fabrique des preuves contre le Commissaire James Gordon, après que celui-ci sera arrêté sous de fausse accusation, il tentera de prendre contrôle de la police de la ville avec l'aide secrète de Double-Face. Il sera arrêté par Batgirl. Il n'existe pas dans le comics. |
| Nostromos                | Batman, la série animée saison 1, épisode 19 La Prophétie du Dôme               | Nostromos est un charlatan qui prédit des catastrophes en créant l'évènement en question. Son plan est de recueillir le maximum d'argent avec une fausse prédiction de la fin de la civilisation pour s'enfuir avec ces gains. Il est arrêté par Batman.Il n'existe pas dans le comics, mais inspirer de Zodiac Master de Detective Comics #323. |
| Roi des Égouts           | Batman, la série animée saison 1, épisode 6 Les Enfants de la nuit              | Le Roi des Égouts est un vilain qui utilise des enfants pour ses activités criminelles. Il n'apparaît que dans un seul comics : 52 #25 (décembre 2006) |
| Le Roi du Temps          | World's Finest Comics #111 (août 1960)                                          | La version William Tockman (utilisée dans la série Batman de 1966 ) du personnage est un adversaire de Green Arrow. Il est interprété par Walter Slezak . La version originaire du dessin animé Batman de 1992, Temple Fugate, interprété par Alan Rachins, est un ennemi des Teen Titans (et donc de Robin) dans les comics. . |
| Roxy Rocket              | Batman, la série animée saison 3, épisode 14 Le Grand Frisson                   | Elle est une criminelle qui utilise une fusée pour effectuer ces crimes. Elle effectue ces crimes pour avoir des sensations fortes, Roxy Rocket sera arrêté par Batman. Elle a un caméo dans les comics. |
| Max Shreck               | Batman : Le Défi                                                                | Max Shreck est interprété par Christopher Walken. Dans le film, il est responsable de la création de Catwoman et il aide le Pingouin pour qu'il soit un membre de l'élite de la société. Max est tué par Catwoman. Il n'existe pas dans le comics. |
| Lieutenant Eckhardt      | Batman                                                                          | Un flic corrompu aux ordres de Carl Grissom. Bien que non-existant dans les comics, il emprunte beaucoup de son physique et de sa personnalité (du moins lors des premières apparitions du personnage l'ayant inspiré) à Harvey Bullock. |
| Josiah Wormwood          | Batman, la série animée saison 1, épisode 31 Conspiration                       | Il est un homme qui cherche à obtenir le masque et la cape de Batman, mais il sera emprisonner par celui-ci. Il n'existe pas dans le comics. |

## Équipes
Voici quelques groupes d'ennemis que Batman doit affronter :
| Vilains               | Première apparition                              | Description |
| --------------------- | ------------------------------------------------ | --- |
| Batman Revenge Squad  | World's Finest Comics #175 (mai 1968)            | Cash Carew, Barney the Blast, et le Flamethrower sont des vilains qui utilisent un costume de Batman de couleur mauve. |
| Circus of the Strange | Batman and Robin #1 (août 2009)                  | Un groupe de criminel qui a pour thème le Cirque. Le groupe est dirigé par le Professeur Pyg. Inclus : Mr.Toad, Phosphorous Rex, Big Top et Siam. |
| Club of Villains      | Batman #676 (juin 2008)                          | Un groupe de vilains dirigé par le Docteur Hurt pour détruire Batman et le Club of Heroes. Les membres incluent le Joker, Le Bossu, Pierrot Lunaire, King Kraken, Charlie Caligula, El Sombrero, Jezebel Jet, Scorpiana, et Swagman.                                                                                        |
| Ligue des Assassins   | Strange Adventures #215 (novembre/décembre 1968) | Un groupe d'assassins fondé par Ra's al Ghul. Le groupe fut dirigé par Dr. Ebeneezer Darrk, le Sensei, Lady Shiva et Cassandra Cain (sous l'influence de Deathstroke). Les membres notables de ce groupe inclus : Hook, Malcolm Merlyn, Professeur Ojo, Dr. Moon, Bronze Tiger, David Cain, Onyx, Shrike, Alpha et Mad Dog. |
| Masters of Disaster   | Batman and the Outsiders #9 (avril 1984)         | Un groupe de mercenaires avec un thème environnemental. |
| Misfits               | Batman: Shadow of the Bat #7 (décembre 1992)     | Un groupe dirigé par Killer Moth qui comporte pour membres : Catman, Calendar Man, et Chancer. |
| The Network           | Batman: Family #1 (décembre 2002)                | Un groupe dirigé par Athena qui possède comme membres : Bugg, Dr. Excess, Freeway, Mr. Fun, Suicide King, Technician, et The Tracker. |
| New Olympians         | Batman and the Outsiders #14 (octobre 1984)      | Un groupe de mercenaires de Maxie Zeus qui représente les dieux romains et grecs, et qui avait pour objectif de nuire aux Jeux olympiques d'été de 1984. Le groupe incluait Antaeus, Argus, Diana, Nox, et Vulcanus. |
| Underworld Olympics   | Batman #272 (février 1976)                       | |
| Wonderland Gang       | Detective Comics #841 (avril 2008)               | Équipe dirigée par le Chapelier Fou, qui inclut Tweedle Dee et Tweedle Dum, Le Lièvre de Mars, La Licorne, Le Lion, Le Morse et le Chapentier. |